# میها بلاژیچ
میها بلاژیچ (انگلیسی: Miha Blažič؛ زادهٔ ۸ مهٔ ۱۹۹۳) بازیکن فوتبال اهل اسلوونی است.
از باشگاه‌هایی که در آن بازی کرده‌است می‌توان به باشگاه فوتبال کوپر و باشگاه فوتبال دمژاله اشاره کرد.
وی همچنین در تیم‌های ملی فوتبال زیر ۲۱ سال اسلوونی، اسلوونی بی و اسلوونی بازی کرده‌است.